# Hadinec (osada)
Hadinec (německy Otterdorf, Ottendorf) je horská osada ležící pod Anenským vrchem v katastrálním území Vrchní Orlice obce Bartošovice v Orlických horách. Z Anenského vrchu sem byla v roce 1937 přenesena kaple sv. Anny a sv. Jáchyma. Dnes rekreační oblast.

## Historie
Ves založil po polovině 17. století majitel panství Rokytnice Ota z Nostic, po němž byla pojmenována. Rozkládala se v horních partiích dnešního Hadineckého potoka, v době před vysídlením německých obyvatel nesoucího jméno Steinbach, v místech, kde potok křížila historická cesta z Rokytnice do Neratova. K Neratovu byla obec přifařena. V obci se nacházel hostinec Jana Kastnera (Kastners Gasthaus), který byl od počátku 20. století vyhledávaným útočištěm turistů při přechodu Orlických hor. Přes Hadinec tehdy vedla Jiráskova horská cesta. V roce 1907 měla obec 16 domů a 47 obyvatel, v roce 1913 se však uvádí jen 15 domů, ale 59 obyvatel. V letech 1869–1930 byla vesnice součástí obce Vrchní Orlice a v letech 1950–1980 součástí obce Bartošovice v Orlických horách.

## Fotogalerie

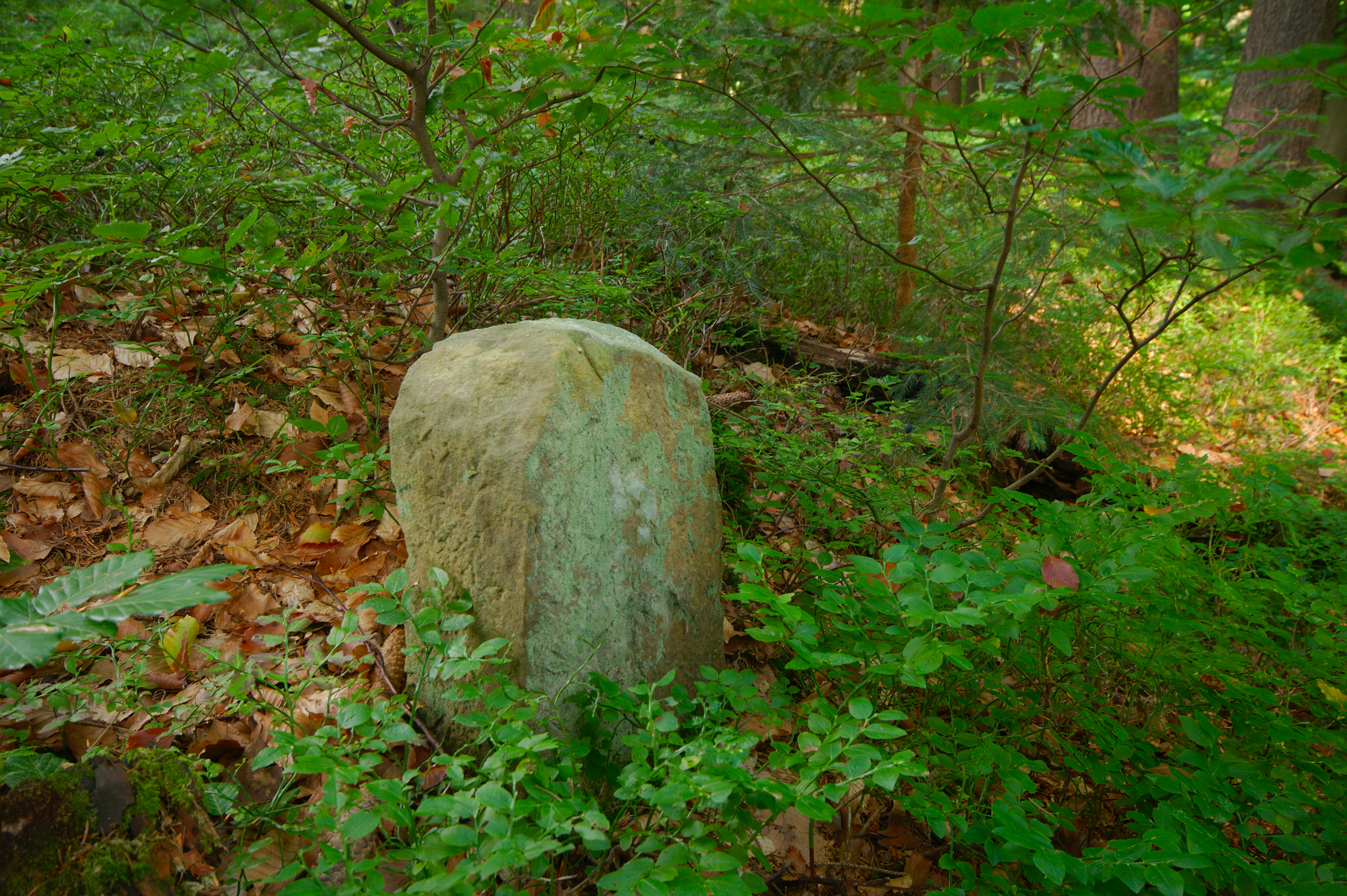
Hraniční kámen poblíž kaple
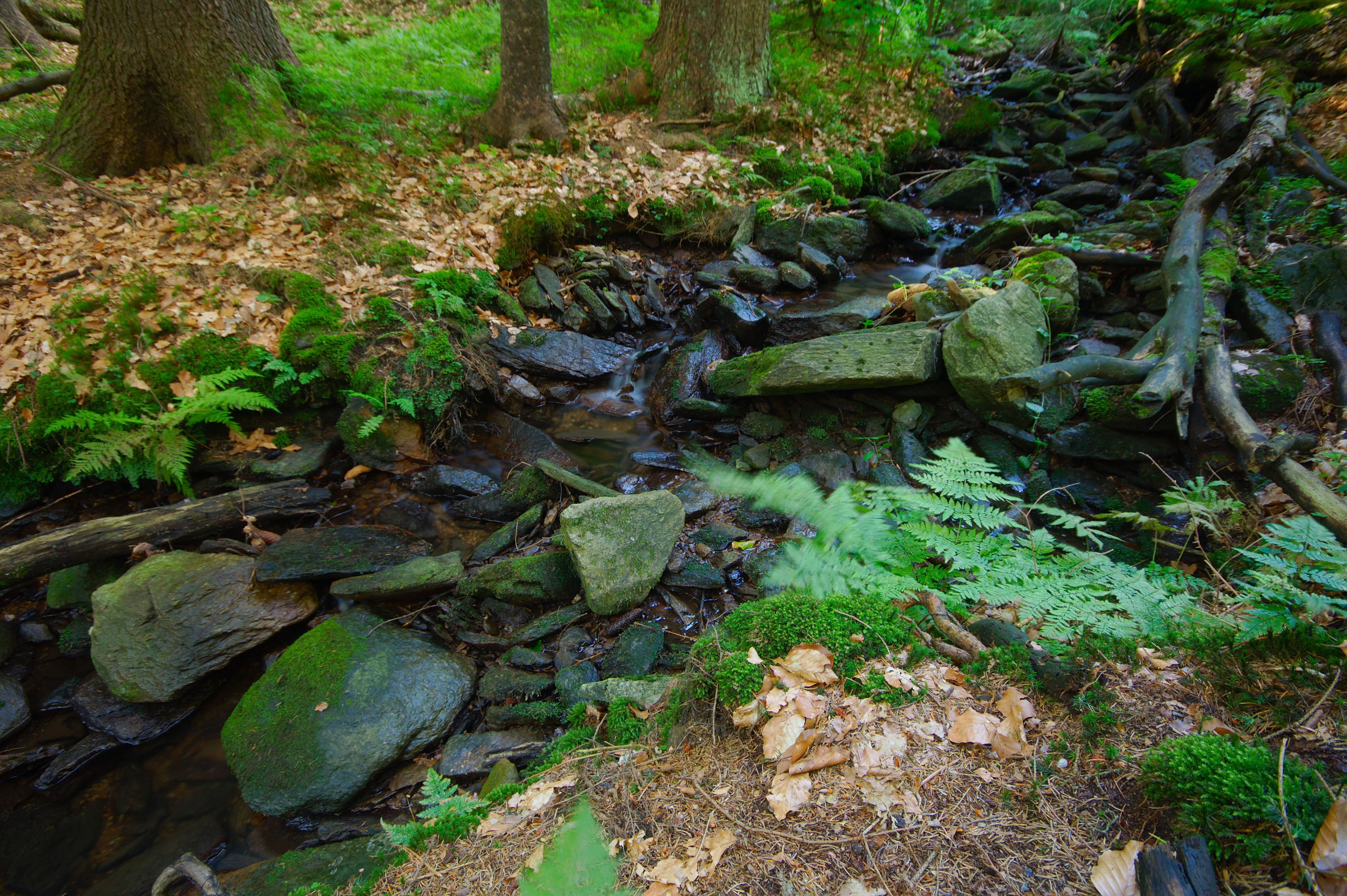
Přírodní rezervace Černý důl ležící na hranicích bývalé obce